# Пултівецька сільська рада
| Пултівецька сільська рада — сільська рада у складі Вінницького району Вінницької області з адміністративним центром у с. Пултівці. Сільській раді підпорядковані населені пункти: - с. Пултівці - с. Махнівка - с. Лисянка |

## Склад ради
Рада складається з 16 депутатів та голови.
Голова ради — Заверуха Зоя Дмитрівна.
Попередні голови: Легун Зінаїда Григорівна, Шендеренко Віктор Васильович.

## Історія
До 1974 р. сільрада мала назву Краснянська сільська рада.
У 2003 р. рішенням Верховної Ради України № 816-IV Пултівецька сільрада передана зі складу Жмеринського району у підпорядкування до Вінницького району з селами Пултівці, Красне, Лисянка Жмеринського району і прилеглими землями загальною площею 4352,51 гектара.